# Nikita Salamatov
Nikita Vasilyevich Salamatov (tiếng Nga: Никита Васильевич Саламатов; sinh ngày 23 tháng 2 năm 1994) là một cầu thủ bóng đá người Nga. Anh thi đấu cho FC Tyumen.

## Sự nghiệp câu lạc bộ
Anh ra mắt chuyên nghiệp tại Giải bóng đá chuyên nghiệp quốc gia Nga cho F.K. Khimki vào ngày 12 tháng 7 năm 2014 trong trận đấu với F.K. Spartak Kostroma.